# 아수라의 고토쿠
《아수라의 고토쿠》(일본어: 阿修羅のごとく 아수라노고토쿠[*])는 1979년, 1980년에 NHK에서 방송되었던 무코다 구니코 각본의 드라마가 원작으로, 후에 소설화되어 2003년 모리타 요시미츠 감독에 의해 영화화된 일본 영화이다. 다음해 2004년 무대화되었다. 2025년에 넷플릭스에서 리메이크판이 공개되었다.

## 개요
장녀 츠나코는 미망인이 되어 생화의 스승으로 생계를 유지하고 있다.
차녀 마키코는 중학생의 아들과 딸을 가진 평범한 샐러리맨의 가정 주부.
삼녀 타키코는 도서관 사서로 근무하고 있고, 남성에게는 마음이 전혀 없다.
사녀 사키코는 부모, 형제에게도 비밀로 무명의 복서와 동거하고 있다.
그러던 어느 날, 타키코가 흥신소에 조사를 의뢰하던 중에 네 자매의 아버지에게 애인과 아이가 있는 것을 발견. 네 사람은 모여 어머니를 걱정하면서 이를 대처할 토론을 한다.
그러나 자신들도 「은밀한 것」과 「비밀 사항」을 가지고 주변의 다양한 사람을 말려 들면서 의심암귀(疑心暗鬼)가 드러난다.
「질투」 그리고 「남자와 여자」. 가족 밥상을 둘러싸면서, 마당에서 배추를 절이하면서, 일상의 한 토막에 힐끗 들여다, 내면의 「아수라」. 그런데도 시트콤 같은 인간 군상을 그린 작품.

## 텔레비전 드라마

### 1979년
1979년 1월 13일부터 27일까지 NHK 종합 "토요 드라마" 시간대에서 무코다 구니코 시리즈로 전 3회 방송되었다. 속편으로 시즌 2는 1980년 1월 19일부터 2월 9일 동 시간대에서 전 4회 방송되었다.

#### 출연진
- 미타무라 츠나코 (장녀) - 카토 하루코
- 사토미 마키코 (차녀) - 야치구사 카오루
- 타케자와 타키코 (삼녀) - 이시다 아유미
- 진나이 사키코 (사녀) - 후부키 준
- 타케자와 츠네타로 (아버지) - 사부리 신
- 타케자와 후지 (어머니) - 오지 미치오
- 츠치야 토모코 (아버지의 불륜 상대) - 야기 마사코
- 사토미 타카오　- 오가타 켄/츠유구치 시게루(시즌 2)

#### 제작진
- 제작 : 누마노 호사무
- 연출 : 와다 츠토무 (제1화, 제3화), 타카하시 야스오 (제2화) / 토미자와 마사유키 (시즌 2)

### 넷플릭스 드라마(2025년)
2025년 1월 9일부터 고레에다 히로카즈의 감독·각색에 의한 리메이크 드라마화 작품이 넷플릭스 시리즈로서 전달 예정. 네 자매 역은 미야자와 리에, 오노 마치코, 아오이 유우, 히로세 스즈가 연기한다.

#### 출연진
- 미타무라 츠나코 (장녀) - 미야자와 리에
- 사토미 마키코 (차녀) - 오노 마치코
- 타케자와 타키코 (삼녀) - 아오이 유우
- 진나이 사키코 (사녀) - 히로세 스즈

#### 제작진
- 기획·프로듀스 - 야기 야스오
- 감독·각색·편집 - 고레에다 히로카즈
- 촬영 - 타키모토 간야
- 의상 디자인 - 이토 사치코
- 푸드 스타일리스트 - 이이지마 나미
- 음악 - fox capture plan

## 영화
2003년 11월 8일 도호 배급으로 일본 개봉. 감독은 모리타 요시미츠. NHK 드라마의 시즌 2까지를 한데 묶은 스토리가 있다. 텔레비전 드라마에서 차녀를 연기한 야치구사 카오루가 어머니 역으로, 또한 동 드라마에서 장녀를 연기한 카토 하루코가 내레이션했다.

### 개요
아수라는 표면적으로 인의예지신을 찬양하는 것처럼 보이지만, 그 내면에는 의심이 많고 진실을 왜곡시키며 남의 험담을 늘어놓아 싸움을 일으키는 인도의 민간신앙에서 다툼을 상징하는 신으로 "고토쿠"란 깨달음을 의미하는 일본어이다.
아수라의 고토쿠는 타케자와 집안의 네 자매는 서로를 헐뜯고 시기하며 서로의 불행을 보며 회심의 미소를 짓기도 한다. 그 저변에는 가족의 일을 자신의 일처럼 생각하며 상대를 생각하는 따뜻한 감정이 깔렸있다. 원작자의 무코다 쿠니코는 여성을 아수라에 비유하면서 거기에 있는 진정한 가족의 모습과 부모 자식의 감정을 훌륭하게 그려낸 작품이다.
주연의 오타케 시노부, 쿠로키 히토미, 후카츠 에리, 후카다 쿄코 등 각 세대를 대표하는 개성있는 배우들이 모여 때로는 아름답게 때로는 두터운 아수라의 모습을 보여준다.

### 줄거리
무코다 쿠니코의 인기 원작을 영화화한 작품으로 타케자와 집안의 네 자매에게 일어나는 네 가지 사랑을 이야기를 담은 영화이다. 장녀 츠나코(오오타케 시노부)는 남편을 먼저 보낸 미망인으로, 꽃꽂이 강사를 하며 생계를 유지하면서 유부남과 사귀고 있는데 그만 그의 아내에게 들켜버린다. 차녀 마키코(쿠로키 히토미)는 평범한 샐러리맨 남편과 중학생의 1남 1녀 자녀를 둔 가정 주부이다. 삼녀인 타키코(후카츠 에리)는 도서관 사서로 일하고 있지만 결벽증이 있어 좀처럼 결혼은 늦어지고 있다. 막내의 사키코(후카다 쿄코)는 가족에게는 비밀로 하며 무명 복서와 동거중이다. 이러한 타케자와 집안은 웬만한 큰 행사가 아니면 좀처럼 모두가 모이는 일이 거의 없다. 그러던 1979년 겨울날 삼녀 타키코의 갑작스런 연락으로 네 자매가 오랜만에 모이게 되는데, 타키코가 흥신소에 확인해 70세의 아버지 코타로에게 숨겨진 애인과 아이가 있다는 것이 알려지며 큰 충격을 받게 된다. 다만 이 사실을 모르는 어머니를 걱정하면서 사건의 해결을 논의해 나간다.

### 출연
주요 인물
- 미타무라 츠나코 (장녀) - 오타케 시노부

45세. 타케자와 집안의 장녀로 미망인이다. 꽃꽂이 강사일을 하며, 만나게 된 유부남과 사귀고 있다.
- 사토미 마키코 (차녀) - 쿠로키 히토미

41세. 평범한 회사원의 남편과 1남 1녀의 자녀를 둔 주부이다. 남편 타카오의 외도를 의심하며 노이로제 증세를 보이고 있다.
- 타케자와 타키코 (삼녀) - 후카츠 에리

29세. 타케자와 집안의 네 자매 중 유일하게 미혼이다. 도서관 사서로 일하고 있지만 결벽증을 가지고 있어 결혼이 늦어지고 있다.
- 진나이 사키코 (사녀) - 후카다 쿄코

21세. 타케자와 집안의 막내로 현재 별볼일없는 무명 복서선수와 동거중이다. 자신보다 성실한 언니들에게 컴플렉스를 가지고 있다.
네 자매의 부모
- 타케자와 츠네타로 - 나카다이 타츠야

타케자와 네 자매의 아버지. 나이는 정확지는 않으나 70세쯤이다. 네 자매 사이에서 숨겨진 애인과 아이가 있다는 사실을 의심받게 된다.
- 타케자와 후지 - 야치구사 카오루

타케자와 네 자매의 어머니. 67세. 남편의 불륜을 유일하게 모르고 있다.
네 자매의 애인 혹은 남편 등
- 히지키가와 사다하루 - 반도 미츠고로

츠나코가 다니는 술집의 주인이다. 유부남이지만 츠나코와 사귀고 있다. 츠나코에 푹 빠져 있어 아내 토요코와 이혼하고 결혼도 생각하고 있다.
- 사토미 타카오 - 코바야시 카오루

마키코의 남편으로 아내에게 비서와 불륜을 의심받고 있다.
- 카츠마타 시즈오 - 나카무라 시도

타케자와 츠네타로의 뒷 조사를 맡은 흥신소의 탐정으로 의뢰자인 타키코를 좋아하게 된다.
- 진나이 히데미츠 - 리키야

신인 복서선수로 사키코와 동거중이다.
그 외
- 히지키가와 토요코 - 모모이 카오리

츠나코와 불륜중인 유부남 사다하루의 아내이다.
- 아카기 케이코 - 기무라 요시노

타카오의 비서로 타카오에게 의도적으로 접근한다.
- 오가타 - 마스오카 토오루

타카오를 찾아왔던 츠나코의 맞선 상대이다.
- 사토미 요코 - 나가사와 마사미

마키코와 타카오의 딸이다.
- 츠지야 토모코 - 콘노 미사코

츠네타로의 애인으로 쇼지라는 아들이 있다.

### 스태프
- 감독 : 모리타 요시미츠
- 원작 : 무코다 구니코
- 각본 : 츠츠이 토모미
- 제작자 : 혼다 히데유키
- 제작 총괄 : 시마타니 요시나리, 야스나가 요시오, 카토 하루키, 후루야 후미아키
- 프로듀서 : 이치가와 미나미
- 촬영 : 키타 노부야사
- 편집 : 다나카 신지
- 미술 : 야마자키 히데미츠
- 녹음 : 하시모토 후미오
- 음악 : 오오시마 미치루
- 제작 프로덕션 : 도호
- 제작 협력 : 도호, 하쿠호도, 마이니치 신문, 일본 출판 판매
- 배급 : 도호

### 수상 정보
- 2003년 제46회 블루 리본상
  - 감독상 - 모리타 요시미츠
  - 베스트10 작품 선정
- 2003년 제16회 닛칸스포츠 영화대상
  - 작품상
  - 여우조연상 - 야치구사 카오루
- 호치 영화상
  - 최우수 여우조연상 - 후카츠 에리
- 2004년 제27회 일본 아카데미상
  - 우수 작품상
  - 최우수 감독상 - 모리타 요시미츠
  - 최우수 각본상 - 츠츠이 토모미
  - 우수 여우주연상 - 오타케 시노부
  - 우수 남우조연상 - 나카무라 시도
  - 최우수 여우조연상 - 후카츠 에리
  - 우수 여우조연상 - 야치구사 카오루
  - 우수 음악상 - 오오시마 미치루
  - 우수 촬영상 - 키타 노부야사

## 무대

### 2004년판
2004년 처음 연극화되어 예술좌, 하카타좌에서 상연되었다.

### 2013년판
2013년 1월부터 2월까지 도쿄 루테아토루 긴자, 오사카 모리노미야 필로티 홀, 아이치 메이 홀에 각 재공연 되었다.